# أهلية الوجوب
أهلية الوجوب و أساسها في علم أصول الفقه هي صلاحية الإنسان لأن تثبت له حقوق وتجب عليه واجبات.
أساسها الخاصة التي خلق الله عليها الإنسان واختصه بها من بين أنواع الحيوان، وبها صلح لأن تثبت له حقوق وتجب عليه واجبات، وهذه الخاصة هي التي سماها الفقهاء الذمة، فالذمة هي الصفة الفطرية الإنسانية التي به ثبتت للإنسان حقوق قبل غيره، ووجبت عليه واجبات لغيره.

## حالات الإنسان بالنسبة لأهلية الوجوب
الإنسان بالنسبة لأهلية الوجوب له حالتان اثنتان فقط:
- فقد تكون له أهلية وجوب ناقصة: إذا صلح لأن تثبت له حقوق، لا لأن تجب عليه واجبات، أو العكس، ومثلوا للأول بالجنين في بطن أمه فإنه تثبت له حقوق لأنه يرث ويوصى له ويستحق في ريع الوقف ولكن لا تجب عليه لغيره واجبات، فأهلية الوجوب الثابتة له ناقصة، ومثلوا للثاني بالميت، إذا مات مدنيا فإنه تبقى عليه حقوق دائنيه.
- وقد تكون له أهلية وجوب كاملة: إذا صلح لأن تثبت له حقوق وتجب عليه واجبات، وهذه تثبت لكل إنسان من حين ولادته، فهو في طفولته وفي سن تمييزه وبعد بلوغه، على أية حال كان في أي طور من أطوار حياته له أهلية وجوب كاملة.

والدليل قوله تعالى في حق المؤمنين: ﴿وَأَلْزَمَهُمْ كَلِمَةَ التَّقْوَى وَكَانُوا أَحَقَّ بِهَا وَأَهْلَهَا﴾ [الفتح:26].